# Mass Effect 2
Mass Effect 2 est un jeu de science-fiction de type action-RPG développé par BioWare Edmonton avec l'assistance de BioWare Montréal et édité par Electronic Arts. Cette suite de Mass Effect est le second épisode de la trilogie Mass Effect. Le jeu est sorti le 26 janvier 2010 en Amérique du Nord et le 28 janvier 2010 en Europe, sur les supports Xbox 360 et Windows (PC). Lors de la Gamescom 2010 se déroulant à Cologne, le studio BioWare a annoncé l'arrivée du titre sur PlayStation 3. Il sort le 20 janvier 2011 sur cette plate-forme.
Les évènements du jeu se déroulent dans la Voie lactée au XXIIe siècle, plus exactement deux ans après ceux du premier volet qui a vu le commandant Shepard, le personnage contrôlé, repousser la tentative d'invasion des Moissonneurs (en), une race composée de vaisseaux conscients. Shepard doit collaborer avec l'Homme Trouble (en) et son organisation pro-humaine Cerberus afin de découvrir les raisons de l'enlèvement de plusieurs colons de colonies humaines. Cette investigation l'amènera à assembler une équipe d'élite pour accomplir une mission suicide.
Mass Effect 2 offre la possibilité d'importer la sauvegarde du premier volet afin de conserver son personnage ainsi que les différents choix scénaristiques pris, ces derniers ayant un impact sur l'histoire du jeu.
De nombreux éléments du gameplay ont été changés afin d'être plus proche d'un jeu de tir à la troisième personne. Parmi les plus importants, les armes disposent désormais de munitions et la santé se régénère automatiquement. La structure narrative se voit également remaniée, avec une plus grande importance donnée aux missions secondaires, qui sont pour la plupart directement liées à l'histoire principale. Ainsi, pour réussir la mission suicide, chaque compagnon dispose d'une mission de loyauté qui aura un impact sur son sort durant le dernier acte du jeu. Le système de dialogue conserve son menu radial avec ses différentes branches et sa gestion de la moralité, mais ajoute un système d'action contextuelle pouvant apparaître à n'importe quel moment. Le jeu supporte également plusieurs contenus téléchargeables additionnels comprenant de nouveaux compagnons, nouvelles histoires, ainsi que différents éléments liés à l'équipement.
Le jeu a été particulièrement bien accueilli, aussi bien par la presse vidéoludique que par le public. Il se vend 500 000 unités sur Xbox 360 durant le premier jour de sa commercialisation en Amérique. 2 millions de copies se seront écoulées partout dans le monde à la fin de la première semaine d'exploitation. Il connaît une suite, Mass Effect 3, sortie le 6 mars 2012.

## Trame

### Présentation de l'univers
Peu de temps après les évènements du premier opus, le SSV Normandy est en patrouille à la recherche des Geths. Mais cette patrouille finit par une catastrophe puisque le SSV Normandy se fait attaquer par un vaisseau inconnu. Lors de cette attaque, le SSV Normandy est entièrement détruit, le commandant Shepard est expulsé dans l'espace et laissé pour mort.
Deux ans après cet événement, Shepard est littéralement ramené à la vie par l'organisation Cerberus. Le commandant reprend connaissance lors d'un raid sur la base de Cerberus où il était en soins intensifs. Il y rencontre deux agents de l'organisation qui lui expliquent que son corps a été reconstruit à la demande de l'Homme Trouble, dirigeant de Cerberus, dans le cadre du projet Lazare. Ce dernier explique à Shepard qu'il a besoin de lui car il serait le seul à même d'assembler un équipage capable d'affronter la nouvelle menace mystérieuse qui plane sur l'Humanité, plusieurs colons de colonies humaines ayant disparu,. L'Alliance Interstellaire préférant étouffer l'affaire, Shepard est donc la personne du moment et doit faire équipe avec Cerberus pour constituer une équipe d'élite afin de sauver l'Humanité,.

### Personnages

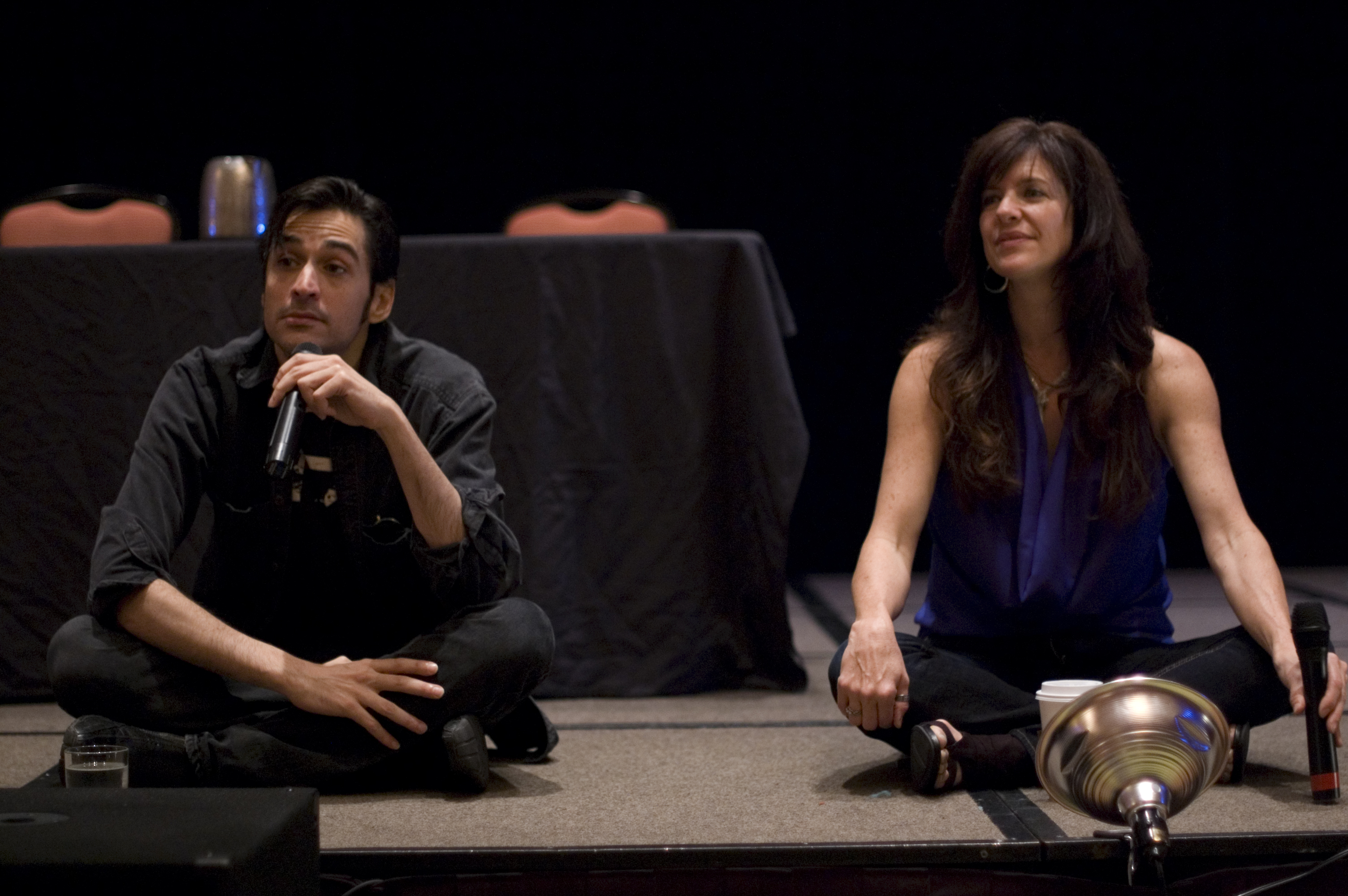
Mark Meer (gauche) et Jennifer Hale (droite), interprètent le commandant Shepard.

Le protagoniste du jeu est le commandant Shepard (Mark Meer / Jennifer Hale), un officier des forces armées spéciales (N7) de l'Alliance interstellaire. Le commandant Shepard est recruté par l'Homme Trouble (en) (Martin Sheen), chef du groupe paramilitaire pro-humain Cerberus, afin de constituer une équipe pour connaitre la raison de la disparition de plusieurs colonies humaines.

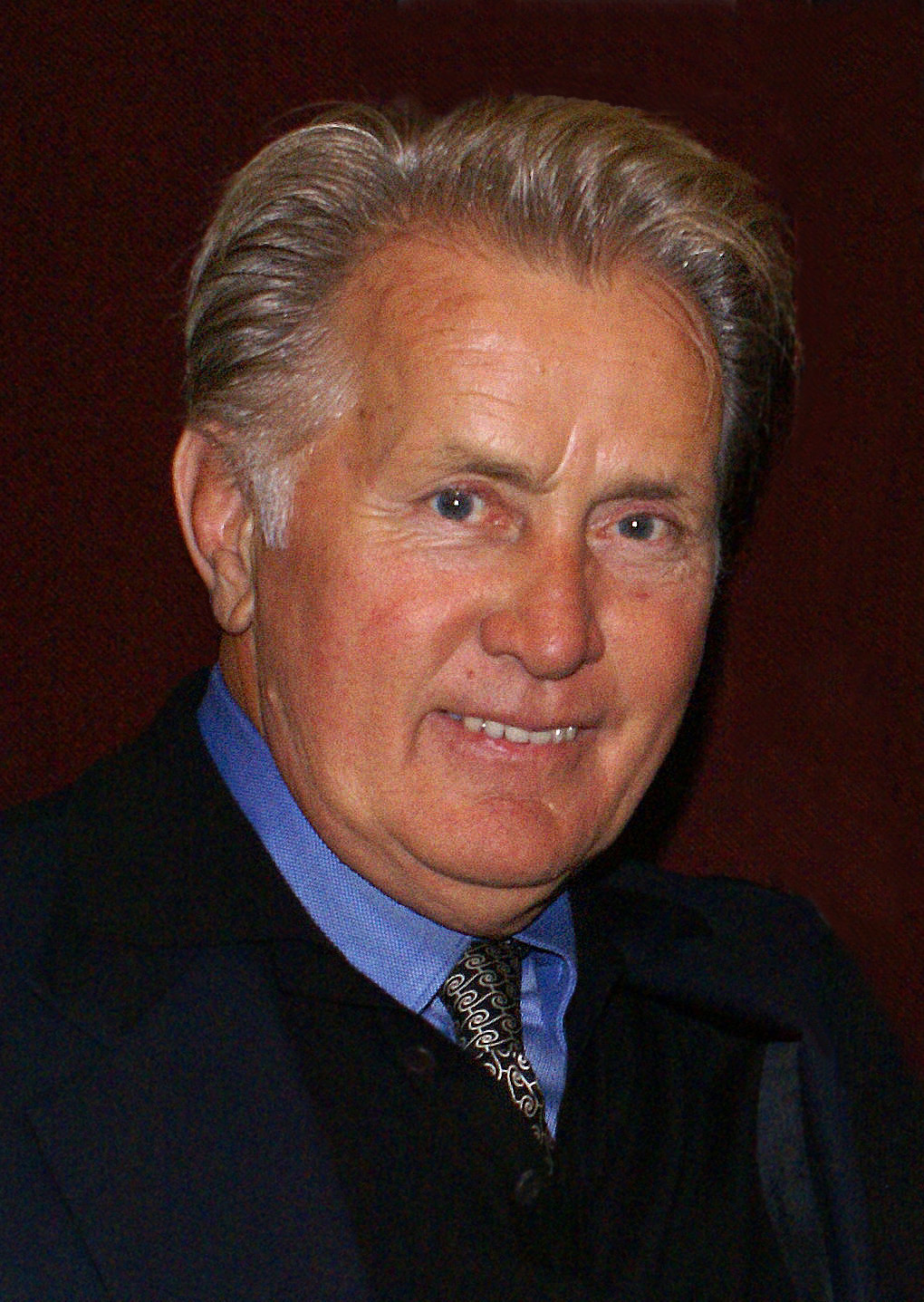
Martin Sheen interprète l'Homme Trouble.

D'un total de 6 dans le premier jeu, Shepard peut avoir 14 coéquipiers dans Mass Effect 2. Les seuls coéquipiers du premier jeu à être de nouveau disponible dans l'équipe de Shepard sont le Turien Garrus Vakarian (Brandon Keener (en)) et la Quarienne Tali'Zorah (Liz Sroka). Le Dr Liara T'Soni (Ali Hillis), est uniquement disponible dans l'extension Lair of the Shadow Broker.
Le reste de l'équipe compte : les agents Humains de Cerberus Miranda Lawson (Yvonne Strahovski) et Jacob Taylor (Adam Lazarre-White) ; le scientifique Galarien Mordin Solus (Michael Beattie) ; la criminelle humaine Jack (Courtenay Taylor (en)) ; le super soldat Krogan Grunt (Steve Blum) ; l'assassin Drell Thane Krios (Keythe Farley (en)) ; la Justicar Asari Samara (Maggie Baird) ou sa fille et criminelle Morinth (Natalia Cigliuti) ; et le Geth Legion (D. C. Douglas (en)). L'Humain Zaeed Massani (Robin Sachs) est disponible grâce à l'extension Zaeed - The Price of Revengeet l'Humaine Kasumi Goto (Kym Hoy) grâce à l'extension Kasumi - Stolen Memory,,.

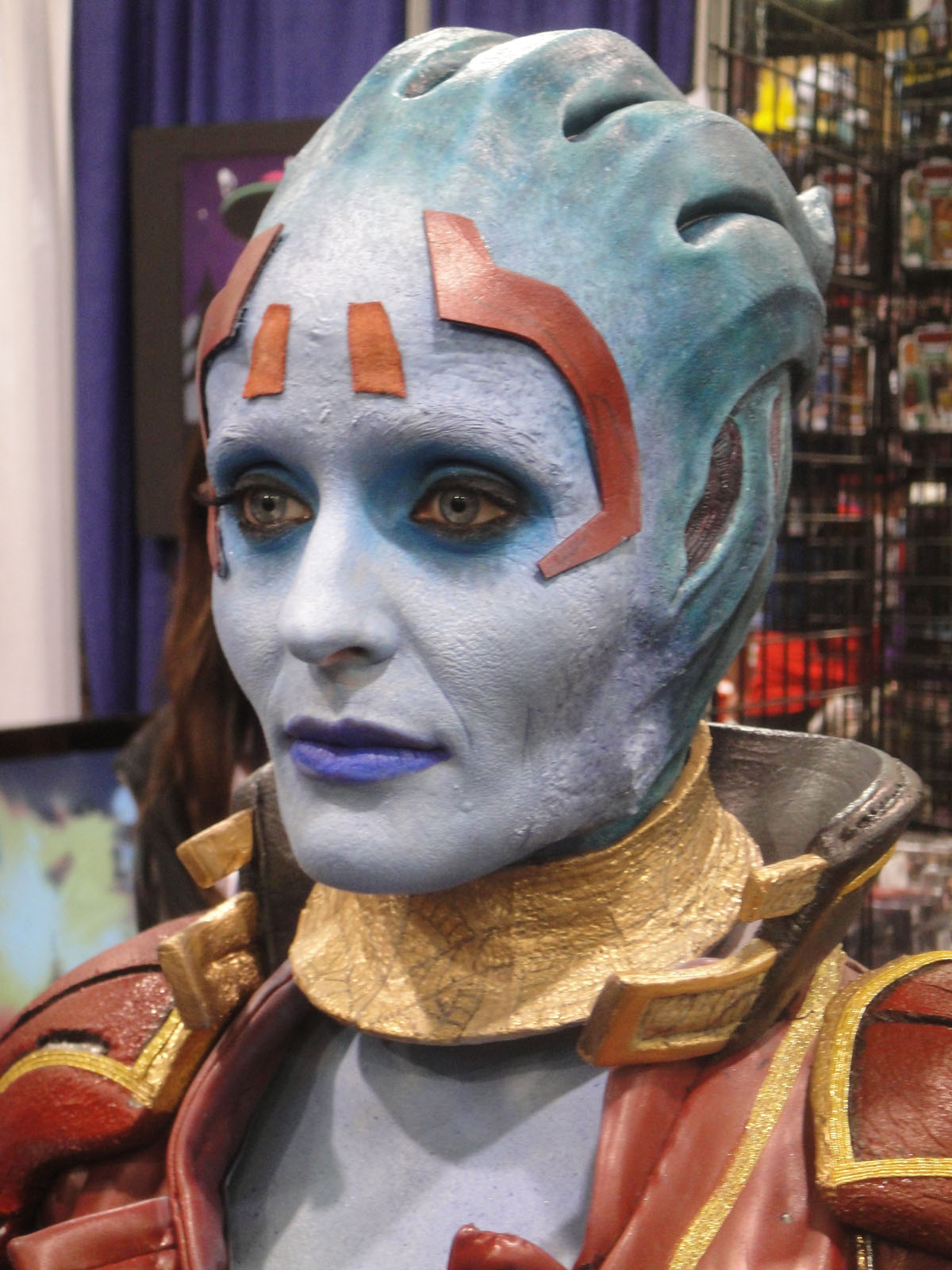
La Justicar Samara est un des nombreux nouveaux personnages capables d'accompagner Shepard.

Le commandant Shepard et son équipage voyagent grâce à un vaisseau différent du premier jeu, le Normandy SR-2. Le pilote Jeff « Joker » Moreau (Seth Green) et le Dr Karin Chakwas (Carolyn Seymour) sont les seuls membres du SV Normandy SR-1 à revenir. Le nouvel équipage comporte notamment le quartier-maître Kelly Chambers (Cara Pifko) ainsi que les ingénieurs Kenneth Donnelly (John Ullyatt) et Gabriella Daniels (Dannah Feinglass (en)). Le  Normandy SR-2 dispose également d'une intelligence artificielle  du nom de EDI (Enhanced Defense Intelligence) (Tricia Helfer).
Suivant les choix faits durant le premier volet, Shepard peut retrouver les trois autres coéquipiers du premier jeu : Kaidan Alenko (Raphael Sbarge) ou Ashley Williams (Kimberly Brooks), lors d'une mission sur la planète Horizon, et s'il a survécu, Urdnot Wrex (Steven Bar (en)), qui tente de réunifier les Krogans sur leur planète natale, Tuchanka,,. Si ce dernier est mort, le commandant Shepard rencontrera son frère Urdnot Wreav (Jim Cummings).
Dans la Citadelle, Shepard retrouve également le capitaine David Anderson (Keith David), qui est soit amiral ou membre du Conseil, ainsi que l'ambassadeur Donnel Udina (Bill Ratner (en)). Il est également possible de faire la rencontre d'Armando-Owen Bailey (Michael Hogan), haut officier du SSC.
Parmi les nouveaux personnages, Shepard croisera le chemin d'Aria T'Loak (Carrie-Anne Moss), des Quariens Shala'Raan vas Tonbay (Shohreh Aghdashloo) Kal'Reegar (Adam Baldwin), Han'Gerrel (Simon Templeman) Zaal'Koris vas Qwib-Qwib (Martin Jarvis) et Daro'Xen vas Moreh (Claudia Black), du Krogan Gatatog Uvenk (Michael Dorn) et de la Matriarche Asari Aethyta (Claudia Black). Enfin, l'amiral Steven Hackett (Lance Henriksen) revient dans le contenu téléchargeable Arrival.

### Nouvelles races
Drell
Les Drells sont des créatures anthropomorphes, mais d'aspect vaguement reptilien et amphibiens. Leur planète natale, Rakhana, étant aride et sèche, les Drells peuvent attraper une maladie mortelle similaire à la Mucoviscidose. Ils sont pour la plupart au service des Hanaris qui ont sauvé leur espèce de l'extinction en leur offrant refuge sur leur planète natale, Kahje. Leurs aptitudes physiques naturelles en font de bons assassins, de par leur capacité d'infiltration et de précision. Ils ont une capacité de « réminiscence », qui rend leurs souvenirs très réels, ainsi un Drell qui raconte une scène revivra cette dernière comme un rêve éveillé. Ils ont également des croyances qui leur sont propres, à l'image des Hanaris, bien que différentes de ces derniers.
Vortcha
Cette espèce est considérée par beaucoup d'autres comme étant à mi-chemin entre les races intelligentes et les nuisibles,. Ils se reproduisent très vite, ont peu de besoins, et ne vivent qu'une vingtaine d'années tout au plus. Ils sont peu intelligents, et souvent violents, ce qui en fait de la chair à canon pour beaucoup d'organisations peu recommandables. Ils sont anthropomorphes, griffus, agressifs, généralement jaune-orangé, avec une tête qui évoque certains reptiles préhistoriques. Leurs cellules ont une grande capacité d'adaptation, ils sont ainsi immunisés contre la plupart des virus et  maladies.
Récolteurs
La menace qu'affronte Shepard se cache sous le nom de "Récolteurs". Ils sont mystérieux, discrets, et très intéressés par les exceptions génétiques, ainsi que les humains en particulier. Leur technologie est très avancée, ce qui leur sert de monnaie d'échange en commerce. Ils semblent liés aux moissonneurs. Physiologiquement, ils sont comme des gros insectes volants, avec des yeux jaunes lumineux et un corps marron-orangé. Leur génome laisse à penser qu'ils sont issus des Prothéens.

### Résumé

#### Prologue
Peu de temps après les évènements du premier opus, le SSV Normandy est en patrouille à la recherche des Geths. Mais cette patrouille finit par une catastrophe puisque le SSV Normandy se fait attaquer par un vaisseau inconnu. Lors de cette attaque, le SSV Normandy est entièrement détruit, le commandant Shepard est expulsé dans l'espace et laissé pour mort.
Deux ans après cet événement, Shepard est littéralement ramené à la vie par l'organisation Cerberus. Le commandant reprend connaissance lors d'un raid sur la base de Cerberus où il était en soins intensifs. Il y rencontre Jacob Taylor et Miranda Lawson, qui lui expliquent que son corps a été reconstruit à la demande de l'Homme Trouble, dirigeant de Cerberus, dans le cadre du projet Lazare.
Par la suite, Jacob et Miranda conduisent Shepard à l'Homme Trouble. Ce dernier lui explique qu'il a besoin de lui car il serait le seul à même d'assembler un équipage capable d'affronter la nouvelle menace mystérieuse qui plane sur l'Humanité. En effet, plusieurs colons issus de colonies humaines ont disparu,. L'Alliance Interstellaire ignore ces enlèvements et préfère étouffer l'affaire. Shepard est donc la personne du moment. L'Homme Trouble envoie Shepard, accompagné de Miranda et Jacob, sur la colonie humaine Freedom's Progress qui a récemment été attaquée. L'équipe n'est pas la seule a enquêter sur la colonie, puisqu'elle tombe nez à nez avec un groupe de Quariens menés par une ancienne connaissance de Shepard, Tali. Après investigation, il s'avère que les colons ont été kidnappés par les Récolteurs.
L'Homme Trouble explique que les Récolteurs résident au-delà du relais Omega-4, un endroit d'où aucun vaisseau qui n'appartient pas aux Récolteurs n'est jamais revenu, et émet l'hypothèse qu'ils collaborent avec les Moissonneurs. L'Homme Trouble charge Shepard de poursuivre son enquête et lui transmet plusieurs dossiers de soldats, scientifiques et mercenaires afin de renforcer son équipe.

#### Déroulement
La composition de cette équipe d'élite ne tarde pas, puisque Jeff « Joker » Moreau fait son apparition durant la conversation, l'Homme Trouble expliquant que l'ancien pilote du SSV Normandy s'avère être le pilote du Normandy SR-2, le nouveau vaisseau servant à transporter l'équipe de Shepard. Parmi ses nombreuses améliorations, le vaisseau dispose notamment d'une intelligence artificielle du nom d'EDI.
Shepard recrute successivement sur la planète Omega le scientifique Mordin Solus, qui a monté une clinique pour tenter d'éradiquer un virus qui touche les non-humains, ainsi que Garrus, qui sous le pseudonyme d'Archangel tente d'éliminer les criminels de la station,. Shepard se rend également sur le vaisseau Purgatory qui sert de prison afin de récupérer Jack dit le Sujet Zéro. Enfin, Shepard se rend sur la planète Korlus afin de recruter le Dr Okeer, un chef de guerre Krogan. Il se retrouve en pleine confrontation entre les mercenaires du Soleil Bleu et des Krogans issus d'expérimentations. Okeer meurt mais laisse derrière lui Grunt, un Krogan dans une cuve, laissant le choix à Shepard de l'en sortir ou non.
Après avoir recruté les différents membres, l'Homme Trouble informe Shepard que la colonie Horizon s'apprête à être attaquée,. Shepard arrive à repousser les assaillants, mais la victoire est en demi-teinte, une grande partie des colons ayant été enlevés. Shepard retrouve soit Kaidan Alenko, soit Ashley Williams, qui expriment chacun leur mécontentement envers Shepard qui a « rejoint l'ennemi ».
L'assemblage de l'équipe peut continuer. À l'instar de Garrus, Tali'Zorah rejoint la seconde équipe de Shepard. Sur Illium, Shepard recrute l'assassin Drell Thane Krios qui est en plein contrat, ainsi que la Justicar Samara qui enquête sur un meurtre,. Par la suite, cette dernière peut être remplacée par sa fille, Morinth, une Ardat-Yakshi.
Shepard est envoyé explorer un vaisseau des Récolteurs désactivé. Si cela s'avérait être un piège, cette escapade a permis de faire deux découvertes importantes. Les Récolteurs sont des Prothéens devenus les esclaves des Moissonneurs, et qu'ils utilisent un système d'IFF. Par chance, l'Homme-Trouble lui informe que les scientifiques de Cerberus ont trouvé une épave d'un vaisseau des Moissonneur. Pendant la recherche de l'IFF, Shepard tombe sur un Geth inanimé du nom de Legion qui a la possibilité de rejoindre son équipe.
Plus tard, alors que l'équipe de Shepard est dans la navette, le Normandy est attaqué par les Récolteurs, tout l'équipage se fait capturer à l'exception de Joker qui arrive à sauver le vaisseau grâce à l'aide d'EDI.

#### La mission suicide
L'équipe utilise le relais Omega-4 pour atteindre la base des Récolteurs. L'équipe sauve tous les membres d'équipage survivants et se fraye un chemin vers la chambre centrale. Les membres de l'escouade survivront ou périront en fonction des améliorations apportées au Normandy SR-2, de leur loyauté envers Shepard et des tâches qui leur sont assignées au combat.
Dans la chambre centrale, Shepard découvre que les Récolteurs ont construit un Human-Moissonneur fabriqué à partir du matériel génétique des colons enlevés. Shepard détruit la machine qui l'alimente et se prépare à détruire la base des Récolteurs. Cependant, L'Homme Trouble propose d'utiliser une impulsion radioactive délimitée afin que la technologie des Récolteurs puisse être utilisée contre les Moissonneur. Après avoir décidé du sort de la base, Shepard détruit l'Human-Moissonneur réveillé et s'échappe avec les membres survivants de l'équipe.

## Système de jeu

### Généralités
Si le joueur a la possibilité de créer son personnage au début du jeu, il peut également importer la sauvegarde du premier volet, permettant ainsi de retrouver son personnage ainsi que les différents choix scénaristique pris. Si le joueur prend cette dernière décision, il peut tout de même modifier l'apparence et la classe de son personnage.
S'il reprend les concepts de son prédécesseur, Mass Effect, la jouabilité a néanmoins subi de nombreux changements. L'orientation choisie délaisse l'aspect jeu de rôle pour emprunter davantage au jeu d'action à la troisième personne. Ainsi, la plupart des quêtes sont gérées comme des missions dans un jeu d'action, avec notamment un tableau de fin de mission récapitulant l'expérience accumulée, l'argent gagné, les objets récupérés et parfois un petit commentaire sur l'impact de la mission sur le déroulement probable de l'histoire.
Les quêtes secondaires, très décriées dans le premier épisode pour leur manque d'intérêt et leur répétitivité, ont été profondément remaniées. Celles-ci sont désormais nettement plus scénarisées et plus longues. En général, elles ont un rapport avec la mission principale ou l'un des personnages accompagnant le joueur.
L'exploration des planètes a été totalement revue. Sauf s'il est possible d'y faire une mission secondaire, elle se résume maintenant à scanner les planètes à la recherche de minéraux rares servant à payer les améliorations du vaisseau spatial, le Normandy.
L'inventaire, dont la gestion avait été fortement critiquée à cause de sa complexité et de ses limitations, a été radicalement simplifié. Il n'y a désormais plus qu'un très petit nombre d'armes, une quantité très limitée d'armures et plus aucune gestion active de l'inventaire n'est nécessaire. Les objets de quêtes sont gérés automatiquement et de façon quasiment transparente. Le choix des armes et armures se fait désormais avant de partir en mission et ne peut être changé qu'à quelques rares endroits en cours de mission. Du coup, les personnages ne changent plus d'apparence selon l'équipement porté puisqu'ils ne peuvent pas changer d'armure. Il reste possible de personnaliser les couleurs de son armure à tout moment. Finir les quêtes de loyauté permet de changer l'apparence des costumes des personnages non-joueurs.

### Combats et gestion de l'équipe
Les armes, d'un total de dix-neuf pour six types, disposant maintenant de munitions, ne chauffent plus après avoir tiré un certain nombre de fois. Le regain de santé de fait automatiquement, là où le premier jeu obligeait le joueur à prendre un Medi-gel pour se soigner.
La roue des aptitudes est conservée, mais au lieu de pouvoir les activer à la suite, chaque usage d'une aptitude bloque l'usage des autres pendant quelques instants.
Les armures ne sont plus modifiables pièce par pièce et n'ont, à l'exception d'une capacité dite passive, qu'un sens esthétique sachant et peuvent être repeintes.
En prenant uniquement en compte les personnages disponibles pour la mission suicide, dont ceux ajoutés par les contenus téléchargeables, Mass Effect 2 permet d'avoir treize coéquipiers contre six dans le premier volet. Il n'est plus possible de modifier leurs équipements.

### Dialogues et moralité
Les actions du joueur peuvent avoir un fort impact sur le déroulement de l'histoire et plus particulièrement sa fin. Il est possible d'améliorer le Normandy afin d'augmenter les chances de survie de son équipage lors de la dernière mission. Les compagnons du joueur ont aussi leur importance et il est possible de s'attacher leur loyauté. Chacun d'entre eux finit par proposer une quête personnelle, et la façon de la terminer accorde ou non la loyauté du personnage au joueur,. S'il ne l'a pas, ses chances de survie à la fin du jeu sont réduites. L'importance des personnages non-joueurs est un élément récurrent de la construction des jeux de BioWare. On retrouve cet élément dans de nombreux autres titres, telles les séries Star Wars: Knights of the Old Republic[réf. nécessaire], Dragon Age: Origins et bien sûr le premier Mass Effect.
Le système de dialogue est toujours basé sur le choix d'un ton de réponse qui ne révèle pas le contenu exact de la réplique. De temps en temps une action contextuelle avec l'icône représentant l'une des deux orientations morales apparait brièvement lors du dialogue. Appuyer sur la touche correspondante provoque alors instantanément une action en relation avec l'orientation choisie : cela peut par exemple interrompre un dialogue violemment ou soigner un personnage mourant.

### Easter Egget farces des développeurs
En lançant une sonde sur la planète Uranus, cela déclenche deux messages vocaux inédits de l'IA du vaisseau. Cet Easter egg ne prend tout son sens qu'en version anglaise, la phonétique pour « Uranus » est sensiblement la même que pour « your anus ».
Le numéro de prisonnier de Jack, 24601, s'avère être le même que celui de Jean Valjean dans Les Misérables (1862) de Victor Hugo.

## Développement

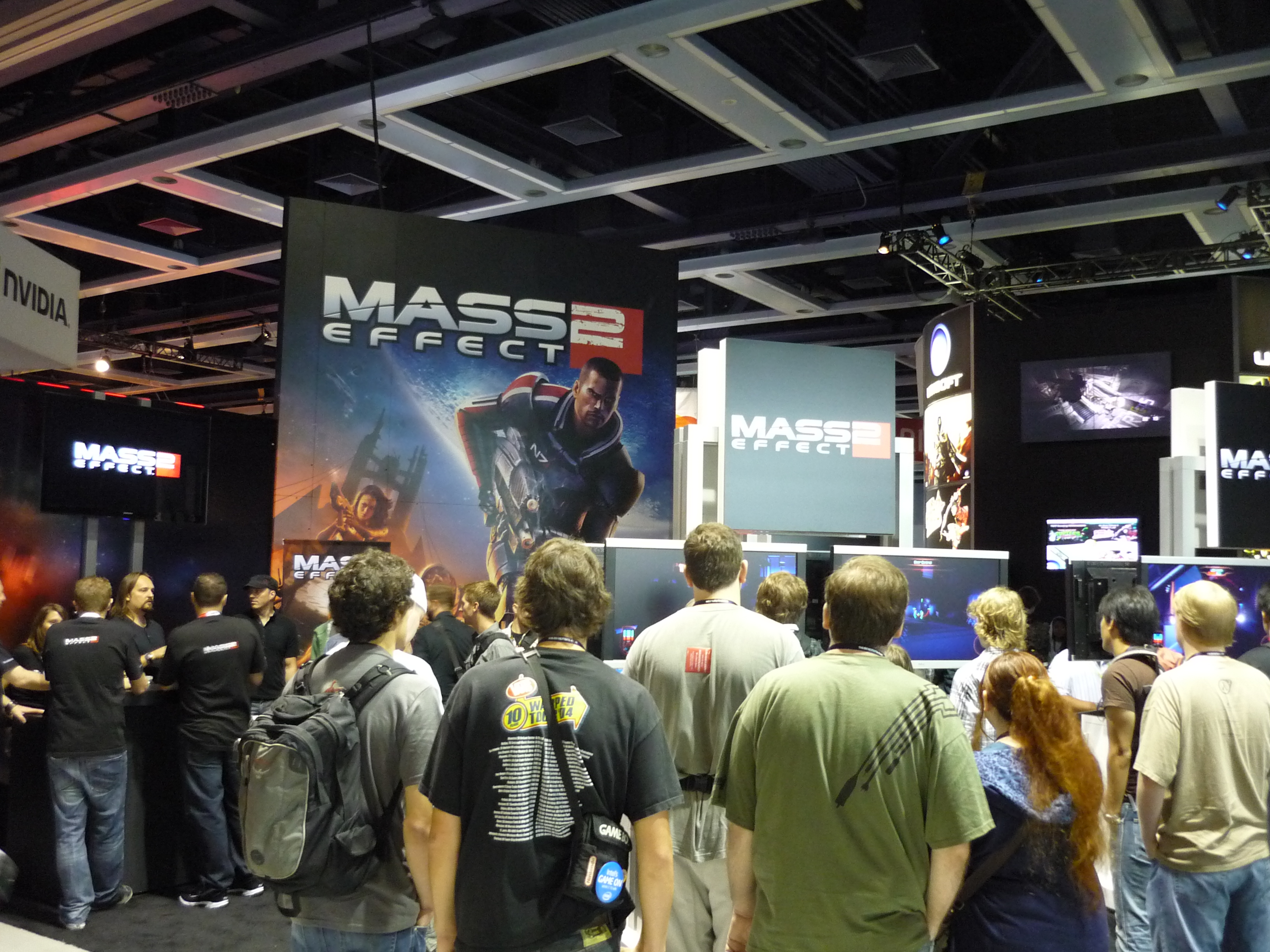
Photo prise durant la Penny Arcade Expo de 2009.

Plus de cent-cinquante personnes ont travaillé sur le jeu. Bien que Mass Effect 2 ait été principalement développé au studio de BioWare situé à Edmonton, une nouvelle équipe d'environ trente personnes a été mise en place en mars 2009 chez EA Montréal, pour compléter les équipes travaillant déjà sur le jeu. La nouvelle équipe est composée de membres du studio d'Edmonton, la plupart ayant travaillé sur le premier volet, ainsi que de personnes ayant été recrutées.
Comme son prédécesseur, le jeu utilise le moteur de jeu Unreal Engine 3.

### Changement de la structure narrative

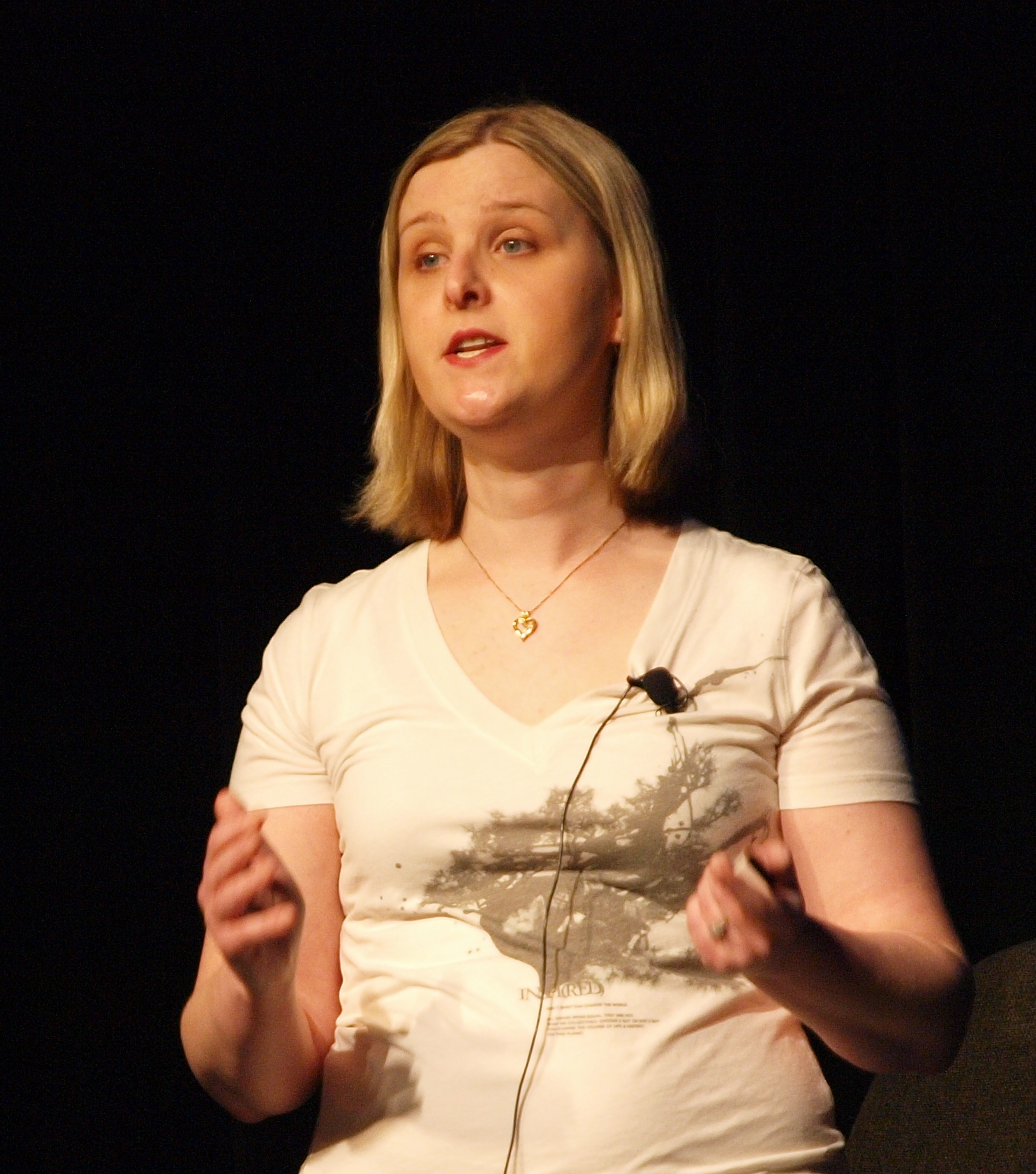
La Christina Norman durant la Game Developers Conference de 2010.

Alors que le premier Mass Effect mettait l'accent sur l'histoire principale, délaissant une partie des missions secondaires, Hudson explique que BioWare souhaitait une intrigue où les histoires optionnelles avaient autant d'intensité que l'histoire principale, notant grâce aux retours du premier volet, que l'un des avantages du jeu de rôle est la possibilité de partir et de faire d'autres histoires parallèles, mais que cela peut être un problème si ces histoires n'ont pas la même intensité que l'histoire principale.
Hudson explique également : « Ce qui est amusant, c'est que les gens vont dire « à part rassembler votre équipage, constituer votre équipe et vous préparer pour cette mission, il n'y a pas beaucoup d'histoire. ». Mais c'est ça l'histoire ».
En 2021 durant une entrevue avec le site The Gamer, Brian Kindregan révèle que Jack devait être pansexuelle mais le studio a dû changer ses plans pour le personnage à cause des retours des médias mainstream, dont notamment Fox News, qui ont vivement critiqué les scènes de rapports sexuels ainsi que la relation homosexuelle avec le personnage du Dr Liara T'Soni présentes dans le premier jeu.

### Un jeu plus musclé
Le système de combat est la première chose sur laquelle BioWare a travaillé. Christina Norman explique : « En nous concentrant d'abord dessus, nous avons pensé que nous éliminerions beaucoup d'incertitudes concernant d'autres fonctionnalités. »,. Le studio souhaitait des combats plus satisfaisants, et a dû rendre les armes plus puissantes et précises dès leur premier niveau. Le remaniement du système de combat a été fait avec des objectifs spécifiques à l'esprit : jouable en temps réel sans qu'il soit nécessaire de faire une pause, une plus grande importance pour la couverture, tandis que  les armes devaient être utiles dès le moment où elles sont ramassées sans qu'elles aient besoin d'avoir un niveau supérieur. Norman résume le processus en « retirons le RPG du tireur ».

### Distribution des rôles

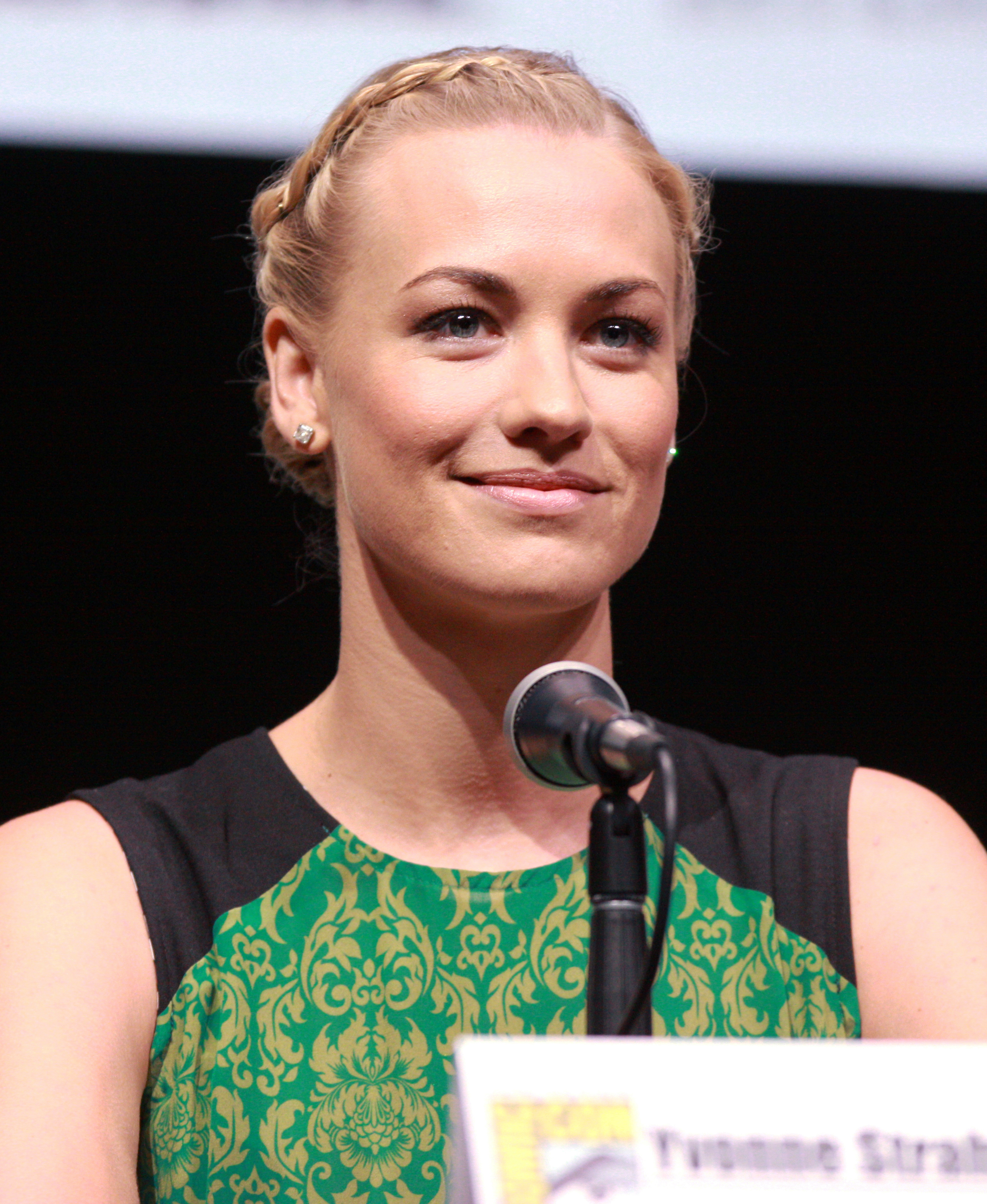
Miranda Lawson n'a pas uniquement la voix d'Yvonne Strahovski, mais également ses traits du visage.

Le jeu contient autour de 30 000 lignes de dialogues, réparties entre 90 comédiens pour 546 personnages,.
La totalité des personnages présents dans le premier volet retrouvent leur interprète respectif. Le commandant Shepard est une nouvelle fois joué par Mark Meer et Jennifer Hale. Brandon Keener (en), Liz Sroka, Ali Hillis, Raphael Sbarge, Kimberly Brooks, et Steven Barr (en), reprennent respectivement les compagnons de Shepard du premier volet, à savoir Garrus Vakarian, Tali'Zorah, Liara T'Soni, Kaidan Alenko, Ashley Williams et Urdnot Wrex. Seth Green reprend le rôle du pilote Jeff « Joker » Moreau, de même que Keith David pour le rôle de  David Anderson.
La distribution comprend également Martin Sheen dans le rôle de l'Homme Trouble (en), ainsi que Shohreh Aghdashloo dans le rôle de Shala'Raan vas Tonbay. Yvonne Strahovski interprète Miranda Lawson en lui prêtant sa voix et ses traits,.

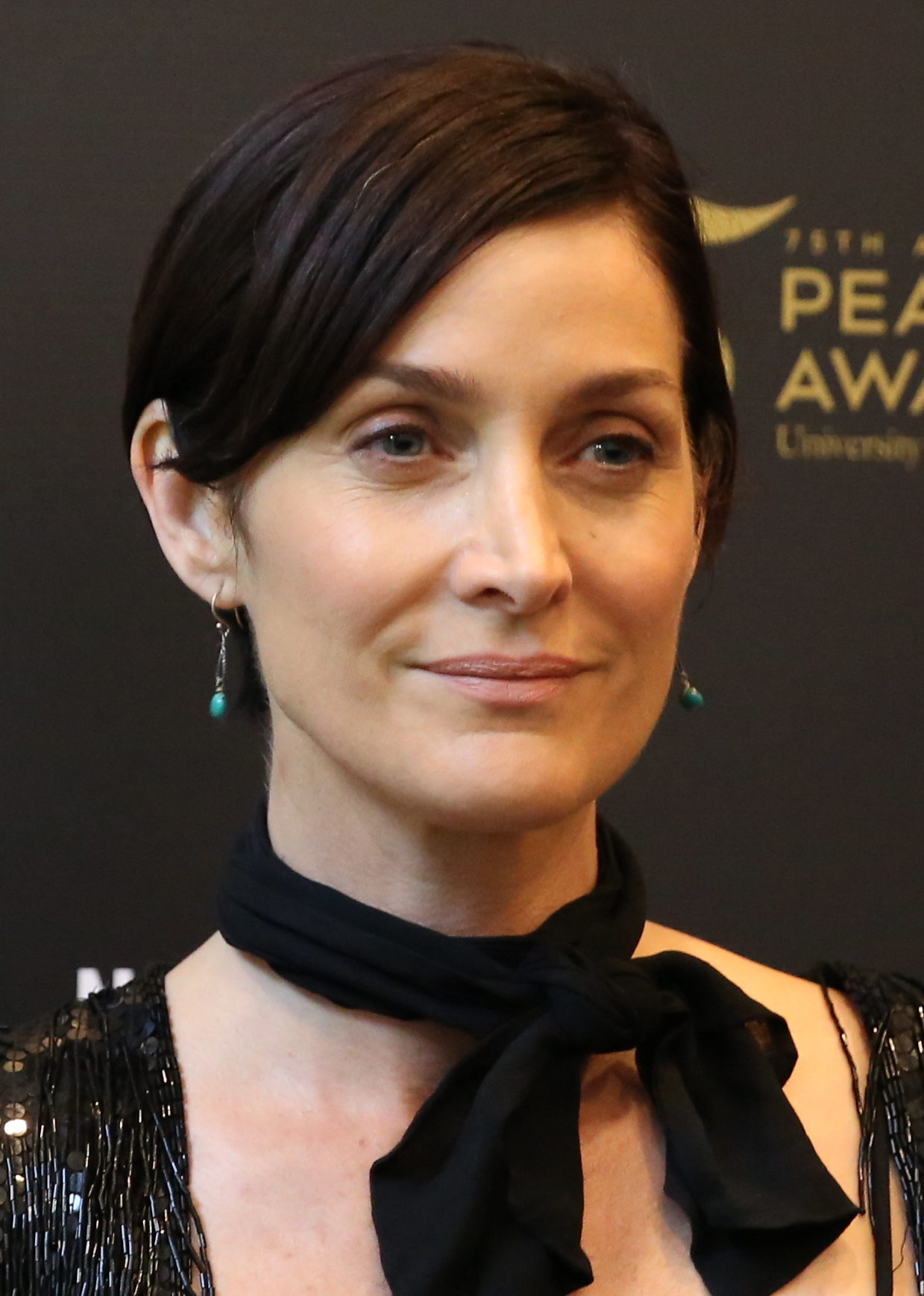
Parmi les grandes pontes de la science fiction présentent dans la distribution du jeu, Carrie-Anne Moss prête sa voix à la « Reine Pirate » Aria T'Loak.

À l'instar de Mark Meer et Jennifer Hale, BioWare a fait appel à plusieurs comédiens qui ont participé à plusieurs de leurs jeux. C'est notamment le cas de Courtenay Taylor (en), qui joue ici Jack, et qui a prêté sa voix à la Jedi Juhani dans Star Wars: Knights of the Old Republic (2003)  ainsi qu'à Farinden et Shaevra dans Dragon Age: Origins (2009). Robin Sachs, qui prête sa voix à Zaeed, est notamment la voix de l'amiral Saul Karath Saul dans Star Wars: Knights of the Old Republic ainsi que celle de plusieurs personnages dans Dragon Age: Origins. Quant aux interprètes de Grunt et Han'Gerrel, à savoir Steve Blum et Simon Templeman, ils campent respectivement  Oghren[réf. nécessaire] et Loghain Mac Tir dans Dragon Age: Origins,.
En plus du retour de Lance Henriksen, connu pour son rôle de l'androïde Bishop dans les films Aliens (1986) et ALIEN³ (1992) qui revient prêter sa voix à l'amiral Steven Hackett, la distribution de Mass Effect 2 contient de nombreux comédiens ayant apparus dans des œuvres majeurs de science-fiction. Carrie-Anne Moss, connue pour incarner Trinity dans les films Matrix (1999-2003) prête sa voix à Aria T'Loak ; Adam Baldwin, interprète de Jayne Cobb, un mercenaire et membre de l'équipage du vaisseau Serenity dans la série Firefly (2002), incarne le Quarien Kal'Reegar ; Michael Dorn interprète du Klingon Worf dans la franchise Star Trek incarne le Krogan Gatatog Uvenk ; Michael Hogan et Tricia Helfer, les interprètes de Saul Tigh et de Numéro six dans la série Battlestar Galactica (2004-2009), interprètent le commandant Armando-Owen Bailey et EDI , l'intelligence artificielle du Normandy SR-2. Claudia Black connue pour avoir interprétée Aeryn Sun dans Farscape (1999-2003) ainsi que Vala Mal Doran dans Stargate SG-1 (2004-2007), prête sa voix à l'amiral Quarienne Daro'Xen vas Moreh et à la Matriarche Asari Aethyta.

## Bande originale

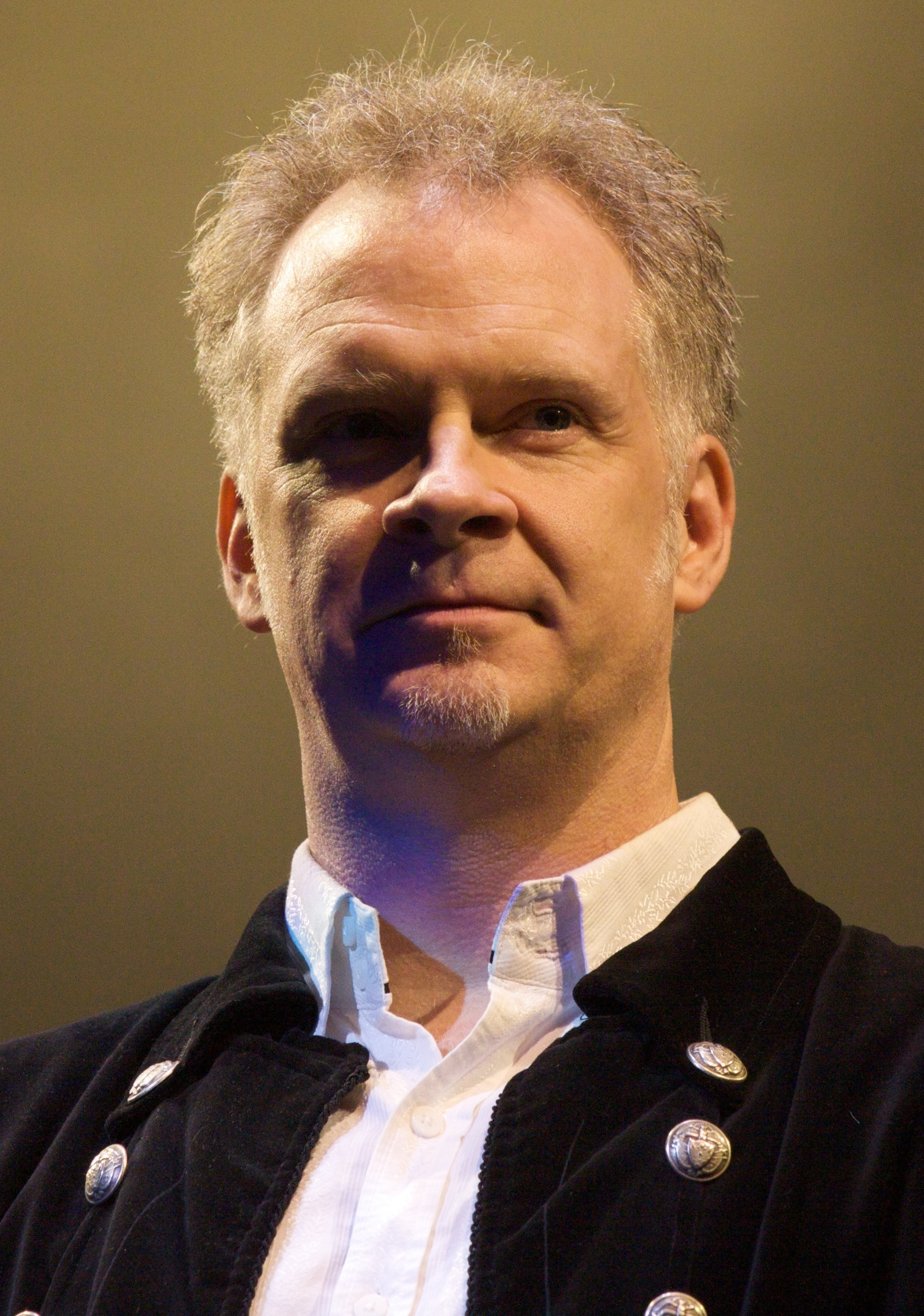
Comme pour le précédent volet, Jake Wall est le compositeur principal du jeu.

L'ensemble des bandes originales du jeu de science-fiction Mass Effect 2 a été distribué par E.A. Recordings. La bande originale de Mass Effect 2 a été composée par Jack Wall, qui avait déjà composé la musique du premier volet en collaboration entre autres avec Sam Hulick. Ce dernier revient, de même que David Kates, et sont rejoints par Jimmy Hinson (en).
La bande originale reprend la musique du jeu de base et est composée de trois albums distincts : le premier comprend les thèmes, le deuxième des musiques d'atmosphère et le troisième des musiques de combat Elles possèdent un format encore plus court que les albums de combat et d'atmosphère. Le premier est publié le 19 janvier 2010 et est composé de deux CD. L'album  Mass Effect 2: Atmospheric est publié le 8 septembre 2010.'. Dernier album, Mass Effect 2: Combat est publié le 5 octobre 2010.
Callista, le thème du bar Afterlife composé par Saki Kaskas (en), n'est pas une composition originale puisqu'elle est présente dans le jeu Need for Speed: High Stakes sorti en 1999.
Trois bandes originales de contenus téléchargeables ont également été publiées. Les bandes originales des contenus téléchargeables sont de plus courts albums que la bande originale principale, à l'exception de Lair of the Shadow Broker qui est de même longueur que Combat ou Atmospheric[réf. nécessaire]. Elles sont composées par d'autres compositeurs que ceux des deux premiers volets. La bande originale Mass Effect 2: Kasumi's Stolen Memory publié le 30 novembre 2010, a été composé par Sacha Dikicyan et Cris Velasco (en). Composées par Christopher Lennertz, les bandes originales Mass Effect 2: Overlord et Mass Effect 2: Lair of the Shadow Broker, ont été publiées le 14 décembre 2010,.

## Critiques et récompenses

### Accueil
Official Xbox Magazine fait l'éloge d'un système de combat plus souple et d'environnements magnifiques. Le magazine a également aimé l'univers « enveloppant » et les nouveaux personnages.
La direction « cinématographique », les dialogues dynamiques, les personnages attachants, et les choix offerts ont été fortement appréciés. Toutefois, son orientation nettement plus « action » que le premier volet a déplu à certaines critiques, comme Gamekult qui déplore principalement la perte d'éléments de jeu de rôle par rapport au premier volet du jeu, néanmoins au profit d'une action plus soutenue.
En septembre 2017, le site français jeuxvideo.com le classe 20e meilleur jeu de tous les temps.

### Distinctions
Mass Effect 2 a été nommé aux Video Games Awards 2010 dans les catégories suivantes : « Jeu de l'année », « Meilleur jeu sur Xbox 360 », « Meilleur jeu PC, « Meilleur RPG », « Meilleure bande originale ». BioWare est nommé dans la catégorie « Studio de l'année », le contenu Le Courtier de l'ombre (en) est nommé dans la catégorie « Meilleur contenu téléchargeable » tandis que Jennifer Hale, Martin Sheen et Yvonne Strahovski reçoivent chacun une nomination pour leurs performances. Lors de la cérémonie, le jeu est sacré « Meilleur jeu sur Xbox 360 » et « Meilleur RPG », Bioware remportant au passage le prix de « Studio de l'année »,.

## Postérité

### Contenus téléchargeables

#### Une nouvelle manière de lutter contre le piratage

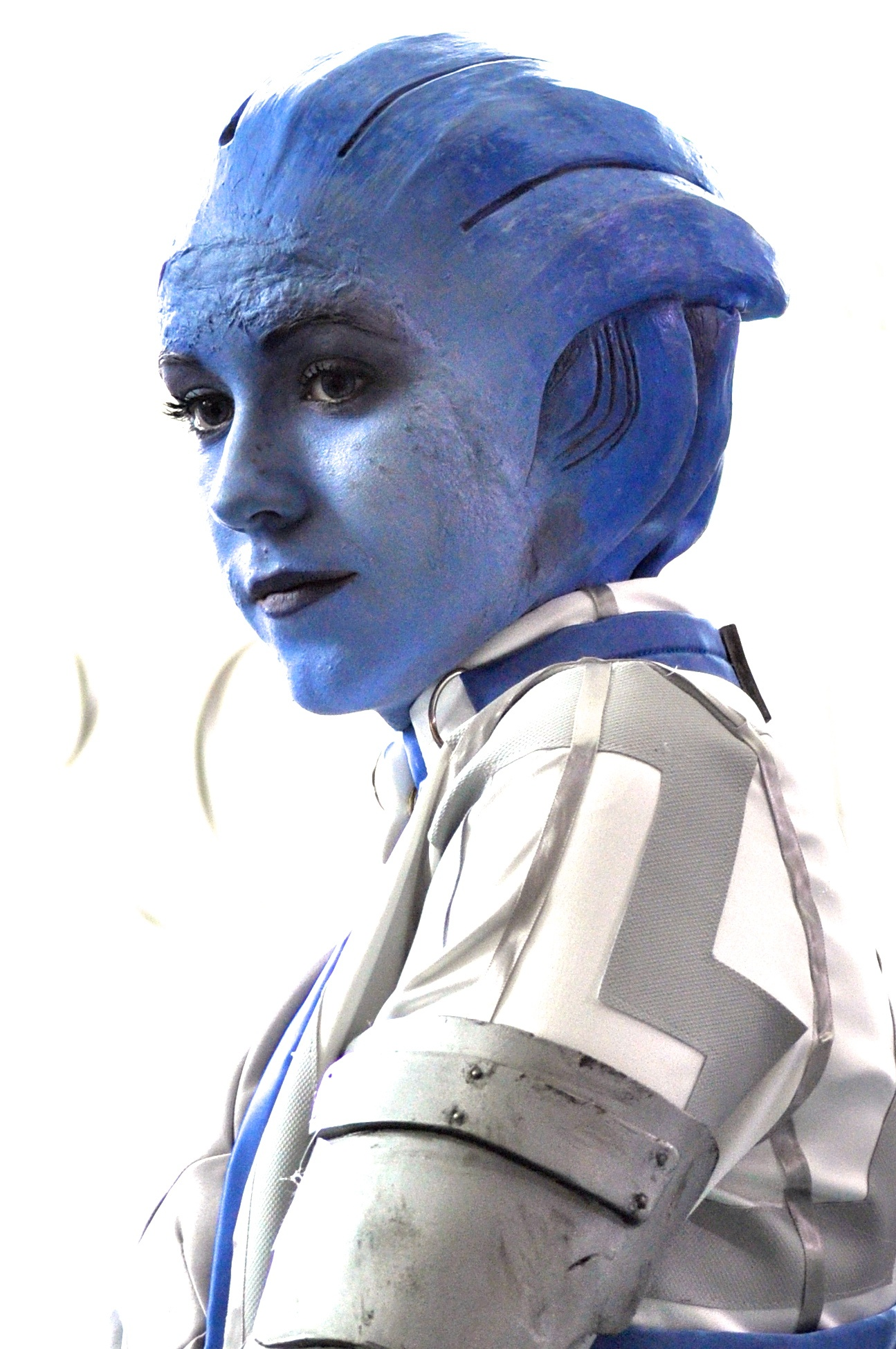
Le contenu Le Courtier de l'ombre permet de retrouver une ancienne alliée du commandant Shepard, le Dr Liara T'Soni.

Le jeu Mass Effect 2 a été très piraté avec plus de 300 000 téléchargements illégaux en moins d'une semaine avant la date de sortie officielle du jeu, autant sur la version PC que sur la version console. Pour essayer de réduire le téléchargement illégal sur Internet et dissuader la vente d'occasion, BioWare et EA ont mis au point une technique commerciale basée sur les contenus téléchargeables,. Dans chaque boite neuve du jeu, un code à usage unique permet de débloquer le Réseau Cerberus donnant accès à plusieurs contenus jouables gratuits ou payants. Ce contenu est lié à un compte BioWare lors de l'utilisation du code. Quelqu'un qui aurait acheté le jeu d'occasion est obligé de payer pour avoir accès au réseau Cerberus, ce qui permet à EA et BioWare de récupérer un peu d'argent sur les ventes d'occasion.
La version démonstration sur la plate-forme PS3 est distribuée sur le PlayStation Store depuis le 22 décembre 2010.
Lors de la sortie sur PS3, le jeu possède tous les contenus additionnels gratuits et payants mis à disposition sur les autres plates-formes (vendues séparément sur Xbox 360 et PC). Finalement, pas moins de 6 heures de missions bonus sont annoncées par l'éditeur. Cependant le contenu téléchargeable L'Arrivée ne figure pas dans cette version.

#### Contenus téléchargeables payants

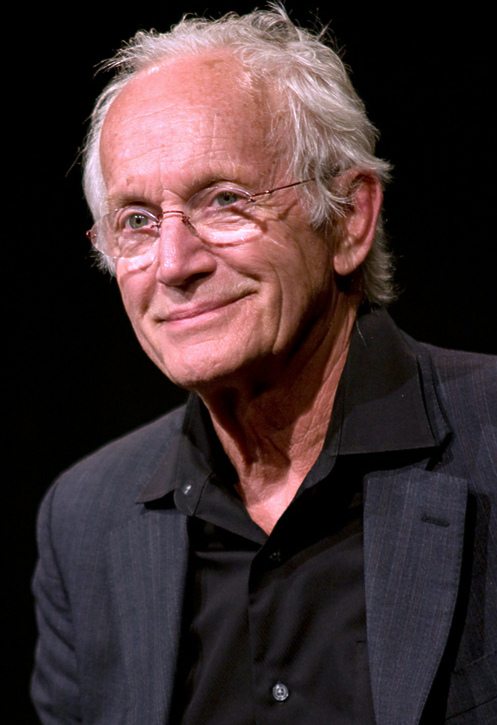
Lance Henriksen reprend le rôle de l'amiral Steven Hackett dans le contenu L'Arrivée.

Les contenus téléchargeables de Mass Effect 2 comprennent de nouveaux compagnons dotés d'une mission spécifiques, de nouvelles missions, ainsi que l'ajout de divers équipements et apparences de personnages.
Sorti le 6 juin 2010, Kasumi - La mémoire volée (en), permet de faire la connaissance de Kasumi Goto, un nouveau compagnon qui dispose de mission de loyauté. Le Pack Suprématie (en) sortie le 15 juin 2010 est une mission contre une IV hostile sur la planète Aïte. Le Courtier de l'ombre (en) sorti le 7 septembre 2010, permet de refaire équipe avec le Dr Liara T'Soni afin d'éliminer le Courtier de l'ombre. Dernier contenu scénarisé, L'Arrivée (en), sorti le 29 mars 2011, montre le commandant Shepard envoyé par l'amiral Steven Hackett dans une mission de sauvetage pour retrouver un agent ayant disparu au fin fond de la galaxie après avoir trouvé la preuve de l'invasion des Moissonneurs.
Pour ce qui est des nouvelles apparences et équipement, le Pack 1 sorti le 23 mars 2010 comprend des apparences pour Garrus, Thane et Jack, le Pack Compensateur sorti le 4 mai 2010 comprend le casque condensateur, le viseur Archon et l'armure Inferno, le Pack Aegis comprend l'armure Kestrel et le fusil de précision Incisor M-29, le pack d'armes sorti le 4 août 2010 comprend Le pistolet Phalanx, le fusil lourd Mattock et le fusil à pompe plasma geth et le Pack 2 sorti le 8 février 2011 comprend des apparences pour Tali, Grunt et Miranda,,,.

#### Contenus téléchargeables du réseau Cerberus
Voici les contenus téléchargeables gratuits obtenus avec le réseau Cerberus. Un code pour le réseau Cerberus est offert avec chaque jeu neuf, permettant d'avoir du contenu gratuit. Cependant, en cas d'achat du jeu d'occasion, il faudra payer.
Le jour de la sortie, sort un contenu permettant de visiter le site du crash du Normandy SR-1, puis quelques jours après, sort Le prix de la revanche, qui offre le compagnon Zaeed Massani, sa mission de loyauté ainsi qu'une arme lourde,.
Le pack Arme et armure Cerberus sorti le 9 février 2010, permet d'avoir l'armure d'assaut de Cerberus et le fusil à pompe Écorcheur X-22d. Le contenu Projecteur arc de Cerberus sorti le 9 mars 2010, permet d'obtenir l'arme homonyme.
Le pack Firewalker sorti le 23 mars 2010 permet de piloter le véhicule d'exploration Hammerhead dans cinq missions associée.
Enfin, pour son portage sur PS3, le comics interactive Genesis est sorti le 18 janvier 2011 et explique l'histoire du premier volet, en ayant la possibilité de définir les choix de Shepard pour certains événements et de les répercuter dans le jeu. Il sort courant mai 2011 sur Xbox 360 et PC,.

#### Contenus téléchargeables promotionnels
Ces contenus sont offerts sous la forme de codes à usage unique à utiliser sur le site social.bioware.com. Les codes promotionnels pour les bonus Dr Pepper se trouvaient sous les capsules de boisson et n'étaient pas à usage uniques. Ils s'activaient sur le site de Dr. Pepper puis d'EA[réf. nécessaire].
En précommandant le jeu, il est possible d'avoir l'armure Inferno, l'armure Terminus et le projecteur de singularité M-490 Blackstorm,.
L'armure chitineuse de Récolteur et le fusil d'assaut de Récolteur sont obtenus dans l'édition Collector. Le fusil de précision Incisor M-29 est un bonus de l'édition digital, mais comme dit plus haut, il est également disponible dans le pack Aegis.
Certaines versions du jeu Dragon Age: Origins permettent d'obtenir l'armure de Dragon de sang. Pour la sortie du jeu sur PlayStation 3, l'armure est directement incluse dans la version.
Les bonus obtenus grâce au le partenariat avec Dr Pepper sont la cagoule de reconnaissance, le viseur Umbra et l'interface de Sentry.

### Comics
Une bande dessinée sur le jeu en 4 tomes sort en 2010 chez Dark Horse Comics sous le nom de Mass Effect : Redemption. Les scénarios sont signés de Mac Walters, John Jackson Miller, et les dessins sont l'œuvre d'Omar Francia et Daryl Mandryk. Elle raconte un moment spécifique qui a été passé sous ellipse dans le jeu.

### Suite
Le 6 mars 2012, sort Mass Effect 3, dernier volet de la « trilogie Shepard ». Le troisième volet débute sur Terre, avec Shepard en plein jugement pour ses actions durant le contenu téléchargeable Arrival. Mais au même moment, les Moissonneurs décident d'attaquer la planète. La bataille semble perdue, le seul espoir étant que Shepard parvienne à réunir toutes les races pour vaincre cette menace. Ce volet permet également d'importer la sauvegarde du deuxième jeu.

## Analyse

### Un deuxième jeu plus sombre
- Si vous ne connaissez pas le sujet, laissez ce bandeau (vous pouvez alors contacter les auteurs).
- Si vous supprimez le contenu mis en cause (vous pouvez préalablement contacter les auteurs),

argumentez précisément cette suppression dans la page de discussion
(un manque de référence n'est pas un argument ; une recherche réelle de référence doit avoir été effectuée, être formellement documentée).
Abordant un ton plus sombre, Mass Effect 2 est souvent comparé au film Star Wars, épisode V : L'Empire contre-attaque(1980) par la presse spécialisée,.
À la suite des choix du joueur à la fin de Mass Effect, les humains ont pris de l'importance auprès des autres races, et ont atteint le Conseil de la Citadelle. Mais le passage de Shepard auprès de Cerberus donne au joueur une bonne occasion d'explorer les tréfonds les plus sombres de la galaxie. Ainsi, mission après mission, on pourra voir la face cachée de chaque chose de cet univers en particulier les différentes races.
Par exemple, à travers Aria, la station Omega, ou Morinth, on observe les Asari qui se délectent du pouvoir qu'elles parviennent à acquérir, que ce soit par la force et l'intelligence pour Aria, ou le vampirisme mental pour Morinth,. On peut aussi voir en direct sur Illium la ségrégation dont souffrent les sang-pur Asari au gré des conversations de rue. On voit sur Omega les Elcors comme Harot abuser de leur force pour asseoir leur influence, ou le videur de l'Afterlife qui reste intraitable dans son métier.
Chez les Galariens, Mordin Solus est un exemple criant de leur soif de résultat, faisant peu de cas des moyens utilisés et du peu de remords qu'ils éprouvent ensuite. On voit également leur mode de vie social qui les rend prêt à tout pour élever socialement leur famille et ainsi avec de meilleurs partenaires de reproduction.
Le passage chez les Quariens illustre leurs luttes intestines en matière de politique, aussi bien que leur rage latente à l'encontre des Geth contre lesquels ils ruminent une vengeance. Du côté des Geth, on peut apprendre par Legion que les « hérétiques » qui sont la portion de son peuple qu'affronte Shepard ne représente qu'environ 5 % du total de la population Geth.
Les humains ne sont pas en reste, entre les activités « passées » de Cerberus qui ont donné naissance à Jack.